# Nationaal Republikeins Leger
In augustus 2022 dook de naam Nationaal Republikeins Leger (Russisch: Национальная республиканская армия, Natsionalnaja respoeblikanskaja armija; NRA) op als aanduiding van een tot dan toe onbekende Russische groepering, wiens hoofddoel zou zijn het omverwerpen van de Russische regering die onder onder leiding van Vladimir Poetin staat.
In augustus 2022 zou de groepering een aanslag op Darja Doegina hebben opgeëist, de dochter van de Russische politiek denker Aleksandr Doegin. Het is echter onzeker of deze groepering deze aanslag echt heeft gepleegd en zelfs of ze überhaupt echt bestaat.